# Pinturas de Afrassíabe
As Pinturas de Afrassíabe, também chamadas de Pintura dos Embaixadores, são um raro exemplo de arte de Soguediana, na Ásia Central. Foram achadas em 1968, quando autoridades locais decidiram pela construção duma estrada no meio do monte Afrassíabe, antigo sítio da Samarcanda pré-mongol. Agora estão preservadas num museu especial em Afrassíabe.

## Descrição
As pinturas datam de meados do século VIII. Foram provavelmente pintados entre 648 e 651, poucos antes do fim do Grão-Canato Turco Ocidental (603–657), uma vez que há vários oficiais seus representados, ou após 658, quando a o grão-canato foi absorvido pelo Império Tangue da China.

### Inscrição do rei Varumã
Nos murais de Afrassíabe, uma inscrição mencionando Varcumã foi encontrada. Nela se lê, em soguediano:
| “ | Quando o rei Varcumã Unas veio até ele [o embaixador] abriu a boca [e disse assim]: "Eu sou Pucarzate, o dapirpate (chanceler) de Chaganiã. Cheguei aqui de Turantás, senhor de Chaganiã, para Samarcanda, para o rei, e com respeito [ao] rei [agora] estou [aqui]. E a respeito de mim não tenho dúvidas: Sobre os deuses de Samarcanda, bem como sobre a escrita de Samarcanda, estou muito ciente e também não fizeram mal ao rei. Que você tenha muita sorte! " E o rei Varkhuman Unash se despediu [dele]. E [então] o dapirpate (chanceler) de Chache [atual Tasquente] abriu a boca. 2=Inscrição no manto de um embaixador. | ” |

### Oficiais e cortesãos turcos ocidentais
Em contraste com embaixadores de vários países, os turcos ocidentais do mural não têm presentes e são tidos como atendentes e escoltas militares aos embaixadores. Todos são reconhecidos por suas longas tranças. Os embaixadores de vários países podem ter prestado homenagem ao rei Varcumã e possivelmente ao grão-cã turco ocidental Xecui, que eram vassalos nominais do Império Tangue da China. Os numerosos oficiais e cortesãos turcos que estão presentes podem sugerir a predominância dos turcos ocidentais na corte de Samarcanda durante o período.
No mural, os turcos ocidentais são turcos étnicos, nuxibis, em vez de soguedianos turquinizados, como sugerido por suas nítidas feições mongoloides e rostos sem barbas. São o grupo étnico mais numeroso no mural. Sua representação oferece um vislumbre único dos trajes dos turcos no século VI-VII. Geralmente usam 3 ou 5 tranças longas, geralmente reunidas numa única trança longa. Têm casacos de manga monocromática longos até o tornozelo com duas lapelas. Esta moda de colarinho é vista pela primeira vez em Cotã, perto de Turfã, uma terra turca tradicional, do século II ao IV. Têm botas pretas de bico fino. E usam pulseiras de ouro com lápis-lazúli ou pérolas.

## Visão geral
São quatro paredes, com murais em vários estados de preservação. Havia dois registros, um superior e um inferior, mas o registro superior dos murais foi essencialmente destruído por escavadeiras durante as obras de construção que levaram à descoberta. Várias reconstruções para todo o mural foram propostas.

### Restauração
No início de 2014, a França declarou que financiaria a restauração das pinturas.

## bibliografia
- Baumer, Christoph (2018). History of Central Asia, The: 4-volume set. Londres e Nova Iorque: I.B.Tauris

- «Uzbekistan». Ministério da Europa e Assuntos Exteriores

- «Afrosiab Wall Painting». Fundação de História do Nordeste Asiático

- Whitfield, Susan; Sims-Willams, Ursula (2004). The Silk Road. Trade, Trave, War and Faith. Chicago: Serindia

- Yatsenko, Sergey A. (2004). «The Costume of Foreign Embassies and Inhabitants of Samarkand on Wall Painting of the 7th c. in the "Hall of Ambassadors" from Afrasiab as a Historical Source». Transoxiana

- Yatsenko, Sergey A. (2009). «Early Turks: Male Costume in the Chinese Art. Second half of the 6th – first half of the 8th cc. (Images of 'Others')». Transoxiana